# الماجوس (فلم)
الماجوس (بالإنجليزية: The Magus) هو فيلم دراما، وغموض، وفانتازيا بريطاني لعام 1968 من إخراج قاي جرين، كتب السيناريو جون فاولز، بناءً على روايته التي تحمل الأسم نفسه عام 1965، قام ببطولته مايكل كين وأنتوني كوين وكانديس بيرغن وآنا كارينا الفيلم عن مدرس في جزيرة يونانية ينخرط في ألعاب ذهنية غريبة مع ساحر الجزيرة وامرأة شابة جميلة ترشح الفيلم لجائزة أفضل سيناريو للكاتب بيلي ويليامز ضمن جوائز الأكاديمية البريطانية للأفلام عام 1970

## طاقم التمثيل
مايكل كين: في دور نيكولاس أورف
أنتوني كوين: في دور موريس كونتشيس
كانديس بيرجن: في دور ليلي
آنا كارينا: في دور آنا
بول ستاسينو: في دور ميللي
جوليان جلوفر: في دور أنتون
تاكيس إيمانيول: في دور القبطان
جورج باستيل: في دور اندرياس
دانيلا نويل: في دور سولا
جون فاولز (كاتب الرواية والسيناريو): في دور قبطان القارب (دور ثانوي)

### عن المخرج
جاي جرين (1913 – 2005) كان قاي مخرج ومنتج وكاتب سيناريو ومصور سينمائي إنجليزي، في عام 1946 حصل قاي على جائزة الأوسكار كمصور سينمائي عن فيلم (توقعات رائعه Great Expectations)، وفي عام 2002، حصل جرين على جائزة الأكاديمية البريطانية لفنون السينما والتلفزيون  على مجمل أعماله، وفي عام 2004، تم تعيينه ضابطًا في قائمة (رتب الإمبراطورية البريطانية O.B.E) لمساهماته طوال حياته في السينما البريطانية.

## أحداث الفيلم
تدور قصة الفيلم عن كاتب إنجليزي يدعى نيكولاس أورف هو خريج جامعة اوكسفورد، يعاني من أزمة وجودية ويقرر قبول منصب أستاذ لغة إنجليزية في جزيرة فراكسوس اليونانية البعيدة، بعد إنتحار الأستاذ السابق، ويعتبرها نيكولاس فرصة للعيش في بيئة مختلفة، وفرصة للهروب من علاقته الفاشلة مع عشيقته مضيفة الطيران الفرنسية، والغير مستقرة عاطفياً آن. يلتقي نيكولاس عند وصوله إلى الجزيرة، بالأثرياء، ويقضي أيام بلا أحداث ولكنها هادئة، وسرعان ما يتورط مع رجل منعزل أسمه موريس كونشيس (الملقب بـ «ماجوس»، أو الساحر) والذي لا يعرفه السكان المحليون بهذا الأسم لأن الرجل المعني توفي خلال الحرب العالمية الثانية، بعد إتهامه بالتعاون مع الغزاة النازيين، وهو يمتلك عقارًا ضخمًا على الجانب الآخر من الجزيرة، وعندما يدخل نيكولاس لبيت كونشيس يلفت إنتباهه صورة امرأة جميلة يخبره مضيفه إنها امرأة ماتت خلال الحرب العالمية الأولى، ولكن مع تجول نيكولاس بالعقار الضخم يتأكد من أن المرأة موجودة وليست شبحًا، وهي شابة جميلة تدعى ليلي (يطلق عليها أسم الزنبق الأمريكي)، وعندما يقترب منهما نيكولاس أكثر، تبدأ حياته في الإنهيار، وهو يحاول معرفة من هو كونشيس الغامض حقًا، ويتسائل هل هو طبيب نفساني؟ منتج فيلم؟ متعاطف مع النازية؟ أم ساحر يتحكم في حياة ومصير من حوله؟ سرعان ما يبدأ نيكولاس في الخروج من الواقع، ويغرق أكثر في لعبة كونشيس، يعتقد نيكولاس أنه يقع ضحية لعبة كونشيس المريضة ولكنه على إستعداد للإستمرار لأنه منجذب إلى ليلي ويريد إكتشاف علاقتها الحقيقية مع الرجل الغامض. خلال زيارات نيكولاس إلى عقار كونشيس، تحدث سلسلة من التجارب التي أصبحت تدريجيًا غير متوقعة وغريبة، يرتبط العديد منها بأحداث سابقة من حياة كونشيس، في النهاية، تبدأ هذه الأحداث في الحدوث خارج العقار وكذلك في أوقات وأماكن غير متوقعة، مما يثير تساؤلات حول مدى القوة والسيطرة التي يمكن أن يمارسها كونشيس بالفعل على حياة الآخرين. تصل القصة إلى ذروتها مع «محاكمة» من إخراج كونشيس، بمشاركة نيكولاس وآخرين. المشهد الأخير، يتعلق بعلاقة نيكولاس مع آن، وما إذا كان سيستمر أم لا.

## إستقبال الفيلم
كان الفيلم كارثة خطيرة، وأصيب الكاتب جون فاولز بخيبة أمل كبيرة، وألقى باللوم على المخرج قاي جرين، بالرغم من إنه من كتب السيناريو. قال مايكل كين إنه كان أحد أسوأ الأفلام التي شارك فيها، لأن كل فرد من طاقم العمل لم يكن يعرف ما يدور حوله. قالت كانديس بيرجن بطلة الفيلم:  «لم أكن أعرف ماذا أفعل ولم يخبرني أحد، ولم أستطع تحضير نفسي للأداء». عندما سُئل الممثل الكوميدي بيتر سيلرز، عما إذا كان سيجري تغييرات في حياته إذا أتيحت له الفرصة ليبدأ حياته من جديد، أجاب مازحا أنه سيفعل كل شيء كما فعله في حياته، بإستثناء مشاهدة الماجوس.
حصل الفيلم على تقدير 40% من موقع تجميع آراء النقاد «الطماطم الفاسدة»، كتبت الناقدة السينمائية ريناتا أدلر في الصحيفة اليومية نيويورك تايمز: «من المثير للدهشة أن الفيلم (الذي تم تصويره بالمناسبة في مايوركا بأسبانيا دون وضع الأزمة اليونانية في الإعتبار) لم يكن محرجًا، ولكنه في الواقع يتوافق مع التمتع باليخوت والقمع في اليونان المعاصرة»، وكتبت مجلة فاراياتي: «هو فيلم مقصور على فئة معينة، يتسم بالثرثرة، ويتطور ببطء، وهو فيلم ممل إلى حد ما»، وكتب نثنائيل هود في موقع «أفلام لم تراها»: «إذا إعتمدنا على الكتاب الأصلي فإن الفيلم يعاني من نفس مشاكل الكتاب، وخاصة التقلبات غير المعقولة في الحبكة والشعور الخانق بالجدية»، أيضا كتب بول شريدر في لوس أنجلوس فري برس: «لا يعاني الماجوس فقط من إفتقار المخرج قاي جرين إلى الحدس والدقة، بل يعاني أيضًا من أوهام فاولز الأدبية المنقولة مباشرة إلى الفيلم».
بالرغم من فشل الفيلم، تم ترشيحه لجائزة الأكاديمية البريطانية لفنون السينما والتلفزيون لأفضل تصوير سينمائي لمدير التصوير بيلي ويليامز.
وفقًا لسجلات شركة فوكس تطلب الفيلم سبعة ملايين دولار لتغطية المصاريف، بدون خسارة، لكن بحلول ديسمبر 1970 كان الفيلم قد حقق فقط 2450000 دولار مما تسبب في خسارة كبيرة للشركة.

## وصلات الخارجية
مقالات تستعمل روابط فنية بلا صلة مع ويكي بيانات